# Schloss Waasen (Innviertel)
Das abgegangene Schloss Waasen lag in der Gemeinde Moosbach im Bezirk Braunau am Inn von Oberösterreich (Waasen 9).

## Geschichte
Waasen ist erstmals 1313 urkundlich erwähnt. 1378 wird das haws zum Wasen von Zachreis (Zacharias) dem Haderer an Vlrich (Ulrich) [der] Granns verpfändet. Ulrich Ganser (wohl derselbe) siegelte 1406 eine Erbrechtsurkunde. Sein Sohn Mathews (Matthäus) der Ganns zum Wasen war Pfleger zu Braunau. Die Tochter des Matthäus, Agathe, heiratete Wilhelm Truchtlinger und so folgten auf Waasen die Truchtlinger. Aspian Truchtling nannte das Schloss Arx Wasen. Weitere Besitzer waren die Frauenberger und dann die Tannberger: 1479 erscheint ein Mauricz (Moritz) Tannberger zum Wasen. Dieser Moritz (I.) der Tannberger übergab das Schloss seinem zweiten Sohn Hans IV. († 1518). Dessen älteste Tochter Barbara verehelichte sich 1528 mit Christoph von Schmiehen. Wolf Heimeram von Schmiehen vererbte die Herrschaft an seine Söhne Hans Georg und Eberhard. Dieser († 1608) war der letzte dieser Familie. Die Erben der Schmiehen überließen Waasen mit Hofmark und St. Peter am Hart dem Achaz II. von Tannberg († 1637). Seine Frau war Christine Salome von Closen. 1627 kaufte Artlieb von Dachsberg die Herrschaft dem Freiherrn Achaz ab. Waasen wurde dann mit der Herrschaft Aspach vereinigt. Durch Heirat gelangte Waasen als Fideikommiss an die Grafen Ferdinand Lorenz von Wartenburg und im 18. Jahrhundert an den Grafen von Haßlang. Von diesen ging Waasen 1849 in bäuerliche Hände über.

## Schloss Waasen heute
Nach einem Kupferstich von Michael Wening von (1721) war Waasen ein drei- bis viergeschoßiges Gebäude mit einem hohen Krüppelwalmdach und einer Gaupe. Eine einfache Brücke führte zu einem Tor in der Schlossmauer. Vorgelagert war ein wehrhaftes Vorwerk mit einem einfachen Turm, das ebenfalls nur über eine Brücke erreichbar war.
Im Franziszeischen Kataster war das Wasserschloss mit Hofmark noch gut erkennbar. Im Jahre 1878 wurde das Schloss angeblich gesprengt und bis Mitte der 1880er Jahre vollständig abgetragen. Die Wassergräben, die Schloss und Hofbau umgaben, wurden eingeebnet. Heute befindet sich dort ein neu erbautes Eigenheim. Im Luftbild ist es noch ansatzweise erkennbar.
Ein Modell des Schlosses, das dem Kupferstich Michael Wenings sowie einer Zeichnung Hugo von Preens folgt, befindet sich im Gemeindeamt Moosbach.